# Уда (город)
Уда (яп. 宇陀市 Уда-си) — город в Японии, находящийся в префектуре Нара. Площадь города составляет 247,62 км², население — 31 719 человек (1 августа 2014), плотность населения — 128,10 чел./км².

## Географическое положение
Город расположен на острове Хонсю в префектуре Нара региона Кинки. С ним граничат города Нара, Сакураи, Набари, посёлок Ёсино и сёла Ямадзоэ, Сони, Хигасиёсино.

## Население
Население города составляет 31 719 человек (1 августа 2014), а плотность — 128,10 чел./км². Изменение численности населения с 1980 по 2005 годы:
| 1980 | 41 101 чел. |  |
| 1985 | 41 874 чел. |  |
| 1990 | 41 736 чел. |  |
| 1995 | 42 035 чел. |  |
| 2000 | 39 762 чел. |  |
| 2005 | 37 183 чел. |  |

## Символика
Деревом города считается Chamaecyparis obtusa, цветком — ландыш, птицей — Cettia diphone.